# Lista de municípios de São Paulo por regiões geográficas intermediárias e imediatas

Regiões Geográficas do Estado de São Paulo. As RGInt's estão contornadas em vermelho e as RGIm's em cinza.

Esta é uma lista de municípios do estado de São Paulo por regiões geográficas intermediárias e imediatas agrupados por regiões geográficas intermediárias e imediatas, instituídas pelo IBGE em 2017. Este recorte geográfico substituiu as mesorregiões e microrregiões respectivamente, que haviam sido instituídas em 1989. O estado possui 645 municípios distribuídos por 53 regiões imediatas, que por sua vez estão distribuídas em onze regiões intermediárias. Faz fronteiras com Paraná (sul), Mato Grosso do Sul (oeste), Minas Gerais (norte), Rio de Janeiro (nordeste) e com o Oceano Atlântico (leste).

## Região Intermediária de São Paulo (3501)

### Região Imediata de São Paulo
- Arujá
- Barueri
- Biritiba Mirim
- Caieiras
- Cajamar
- Carapicuíba
- Cotia
- Diadema
- Embu das Artes
- Embu-Guaçu
- Ferraz de Vasconcelos
- Francisco Morato
- Franco da Rocha
- Guararema
- Guarulhos
- Itapecerica da Serra
- Itapevi
- Itaquaquecetuba
- Jandira
- Juquitiba
- Mairiporã
- Mauá
- Mogi das Cruzes
- Osasco
- Pirapora do Bom Jesus
- Poá
- Ribeirão Pires
- Rio Grande da Serra
- Salesópolis
- Santa Isabel
- Santana de Parnaíba
- Santo André
- São Bernardo do Campo
- São Caetano do Sul
- São Lourenço da Serra
- São Paulo
- Suzano
- Taboão da Serra
- Vargem Grande Paulista

### Região Imediata de Santos
- Bertioga
- Cubatão
- Guarujá
- Itanhaém
- Itariri
- Mongaguá
- Pedro de Toledo
- Peruíbe
- Praia Grande
- Santos
- São Vicente

## Região Intermediária de Sorocaba (3502)

### Região Imediata de Sorocaba
- Alumínio
- Araçariguama
- Araçoiaba da Serra
- Boituva
- Capela do Alto
- Cerquilho
- Ibiúna
- Iperó
- Itu
- Jumirim
- Mairinque
- Piedade
- Pilar do Sul
- Porto Feliz
- Salto
- Salto de Pirapora
- São Roque
- Sarapuí
- Sorocaba
- Tapiraí
- Tietê
- Votorantim

### Região Imediata de Itapeva
- Apiaí
- Barão de Antonina
- Barra do Chapéu
- Bom Sucesso de Itararé
- Buri
- Capão Bonito
- Guapiara
- Itaberá
- Itaoca
- Itapeva
- Itapirapuã Paulista
- Itaporanga
- Itararé
- Nova Campina
- Ribeira
- Ribeirão Branco
- Ribeirão Grande
- Riversul
- Taquarivaí

### Região Imediata de Registro
- Barra do Turvo
- Cajati
- Cananéia
- Eldorado
- Iguape
- Ilha Comprida
- Iporanga
- Jacupiranga
- Juquiá
- Miracatu
- Pariquera-Açu
- Registro
- Sete Barras

### Região Imediata de Itapetininga
- Alambari
- Angatuba
- Campina do Monte Alegre
- Guareí
- Itapetininga
- São Miguel Arcanjo

### Região Imediata de Avaré
- Águas de Santa Bárbara
- Arandu
- Avaré
- Cerqueira César
- Coronel Macedo
- Iaras
- Itaí
- Manduri
- Óleo
- Paranapanema
- Taguaí
- Taquarituba

### Região Imediata de Tatuí
- Cesário Lange
- Pereiras
- Porangaba
- Quadra
- Tatuí
- Torre de Pedra

## Região Intermediária de Bauru (3503)

### Região Imediata de Bauru
- Agudos
- Arealva
- Avaí
- Balbinos
- Bauru
- Borebi
- Cabrália Paulista
- Duartina
- Iacanga
- Lençóis Paulista
- Lucianópolis
- Macatuba
- Paulistânia
- Pederneiras
- Pirajuí
- Piratininga
- Presidente Alves
- Reginópolis
- Ubirajara

### Região Imediata de Jaú
- Bariri
- Barra Bonita
- Bocaina
- Boraceia
- Brotas
- Dois Córregos
- Igaraçu do Tietê
- Itaju
- Itapuí
- Jaú
- Mineiros do Tietê
- Torrinha

### Região Imediata de Botucatu
- Anhembi
- Areiópolis
- Bofete
- Botucatu
- Conchas
- Itatinga
- Pardinho
- Pratânia
- São Manuel

### Região Imediata de Lins
- Cafelândia
- Guaiçara
- Guarantã
- Lins
- Pongaí
- Promissão
- Sabino
- Uru

## Região Intermediária de Marília (3504)

### Região Imediata de Marília
- Álvaro de Carvalho
- Alvinlândia
- Campos Novos Paulista
- Echaporã
- Fernão
- Gália
- Garça
- Getulina
- Guaimbê
- Júlio Mesquita
- Lupércio
- Marília
- Ocauçu
- Oriente
- Oscar Bressane
- Pompeia
- Quintana
- Vera Cruz

### Região Imediata de Assis
- Assis
- Borá
- Cândido Mota
- Cruzália
- Florínea
- Lutécia
- Maracaí
- Palmital
- Paraguaçu Paulista
- Pedrinhas Paulista
- Platina
- Tarumã

### Região Imediata de Ourinhos
- Bernardino de Campos
- Canitar
- Chavantes
- Espírito Santo do Turvo
- Ibirarema
- Ipaussu
- Ourinhos
- Ribeirão do Sul
- Salto Grande
- Santa Cruz do Rio Pardo
- São Pedro do Turvo

### Região Imediata de Tupã
- Arco-Íris
- Bastos
- Herculândia
- Iacri
- Parapuã
- Queiroz
- Rinópolis
- Tupã

### Região Imediata de Piraju
- Fartura
- Piraju
- Sarutaiá
- Tejupá
- Timburi

## Região Intermediária de Presidente Prudente (3505)

### Região Imediata de Presidente Prudente
- Alfredo Marcondes
- Álvares Machado
- Anhumas
- Caiabu
- Emilianópolis
- Estrela do Norte
- Euclides da Cunha Paulista
- Iepê
- Indiana
- João Ramalho
- Martinópolis
- Mirante do Paranapanema
- Nantes
- Narandiba
- Pirapozinho
- Presidente Bernardes
- Presidente Prudente
- Quatá
- Rancharia
- Regente Feijó
- Ribeirão dos Índios
- Rosana
- Sandovalina
- Santo Anastácio
- Santo Expedito
- Taciba
- Tarabai
- Teodoro Sampaio

### Região Imediata de Adamantina-Lucélia
- Adamantina
- Flórida Paulista
- Inúbia Paulista
- Lucélia
- Mariápolis
- Osvaldo Cruz
- Pacaembu
- Pracinha
- Sagres
- Salmourão

### Região Imediata de Dracena
- Dracena
- Flora Rica
- Irapuru
- Junqueirópolis
- Monte Castelo
- Nova Guataporanga
- Ouro Verde
- Panorama
- Paulicéia
- Santa Mercedes
- São João do Pau-d'Alho
- Tupi Paulista

### Região Imediata de Presidente Epitácio-Presidente Venceslau
- Caiuá
- Marabá Paulista
- Piquerobi
- Presidente Epitácio
- Presidente Venceslau

## Região Intermediária de Araçatuba (3506)

### Região Imediata de Araçatuba
- Araçatuba
- Auriflama
- Bento de Abreu
- Gastão Vidigal
- General Salgado
- Guararapes
- Guzolândia
- Magda
- Monções
- Nova Castilho
- Nova Luzitânia
- Rubiácea
- Santo Antônio do Aracanguá
- Valparaíso

### Região Imediata de Birigui-Penápolis
- Alto Alegre
- Avanhandava
- Barbosa
- Bilac
- Birigui
- Braúna
- Brejo Alegre
- Buritama
- Clementina
- Coroados
- Gabriel Monteiro
- Glicério
- Lourdes
- Luiziânia
- Penápolis
- Piacatu
- Santópolis do Aguapeí
- Turiúba
- Zacarias

### Região Imediata de Andradina
- Andradina
- Castilho
- Guaraçaí
- Ilha Solteira
- Itapura
- Lavínia
- Mirandópolis
- Murutinga do Sul
- Nova Independência
- Pereira Barreto
- Sud Mennucci

## Região Intermediária de São José do Rio Preto (3507)

### Região Imediata de São José do Rio Preto
- Adolfo
- Altair
- Bady Bassitt
- Bálsamo
- Cedral
- Guapiaçu
- Ibirá
- Icém
- Ipiguá
- Irapuã
- Jaci
- José Bonifácio
- Macaubal
- Mendonça
- Mirassol
- Mirassolândia
- Monte Aprazível
- Neves Paulista
- Nipoã
- Nova Aliança
- Nova Granada
- Novo Horizonte
- Onda Verde
- Orindiúva
- Palestina
- Paulo de Faria
- Planalto
- Poloni
- Potirendaba
- Sales
- São José do Rio Preto
- Tanabi
- Ubarana
- Uchoa
- União Paulista
- Urupês

### Região Imediata de Catanduva
- Ariranha
- Catanduva
- Catiguá
- Elisiário
- Embaúba
- Fernando Prestes
- Itajobi
- Marapoama
- Novais
- Palmares Paulista
- Paraíso
- Pindorama
- Pirangi
- Santa Adélia
- Tabapuã
- Vista Alegre do Alto

### Região Imediata de Votuporanga
- Álvares Florence
- Américo de Campos
- Cardoso
- Cosmorama
- Floreal
- Nhandeara
- Parisi
- Pontes Gestal
- Riolândia
- Sebastianópolis do Sul
- Valentim Gentil
- Votuporanga

### Região Imediata de Jales
- Aparecida d'Oeste
- Aspásia
- Dirce Reis
- Dolcinópolis
- Jales
- Marinópolis
- Mesópolis
- Palmeira d'Oeste
- Paranapuã
- Pontalinda
- Populina
- Santa Albertina
- Santa Salete
- São Francisco
- Suzanápolis
- Turmalina
- Urânia
- Vitória Brasil

### Região Imediata de Fernandópolis
- Estrela d'Oeste
- Fernandópolis
- Guarani d'Oeste
- Indiaporã
- Macedônia
- Meridiano
- Mira Estrela
- Ouroeste
- Pedranópolis
- São João das Duas Pontes
- São João de Iracema

### Região Imediata de Santa Fé do Sul
- Nova Canaã Paulista
- Rubinéia
- Santa Clara d'Oeste
- Santa Fé do Sul
- Santa Rita d'Oeste
- Santana da Ponte Pensa
- Três Fronteiras

## Região Intermediária de Ribeirão Preto (3508)

### Região Imediata de Ribeirão Preto
- Altinópolis
- Barrinha
- Batatais
- Brodowski
- Cajuru
- Cássia dos Coqueiros
- Cravinhos
- Dumont
- Guariba
- Guatapará
- Jaboticabal
- Jardinópolis
- Luiz Antônio
- Monte Alto
- Pitangueiras
- Pontal
- Pradópolis
- Ribeirão Preto
- Santa Cruz da Esperança
- Santa Ernestina
- Santa Rosa de Viterbo
- Santo Antônio da Alegria
- São Simão
- Serra Azul
- Serrana
- Sertãozinho

### Região Imediata de Barretos
- Barretos
- Bebedouro
- Cajobi
- Colina
- Colômbia
- Guaíra
- Guaraci
- Jaborandi
- Monte Azul Paulista
- Olímpia
- Severínia
- Taiaçu
- Taiúva
- Taquaral
- Terra Roxa
- Viradouro

### Região Imediata de Franca
- Cristais Paulista
- Franca
- Itirapuã
- Jeriquara
- Patrocínio Paulista
- Pedregulho
- Restinga
- Ribeirão Corrente
- Rifaina
- São José da Bela Vista

### Região Imediata de São Joaquim da Barra-Orlândia
- Ipuã
- Morro Agudo
- Nuporanga
- Orlândia
- Sales Oliveira
- São Joaquim da Barra

### Região Imediata de Ituverava
- Aramina
- Buritizal
- Guará
- Igarapava
- Ituverava
- Miguelópolis

## Região Intermediária de Araraquara (3509)

### Região Imediata de Araraquara
- Américo Brasiliense
- Araraquara
- Boa Esperança do Sul
- Borborema
- Cândido Rodrigues
- Dobrada
- Gavião Peixoto
- Ibitinga
- Itápolis
- Matão
- Motuca
- Nova Europa
- Rincão
- Santa Lúcia
- Tabatinga
- Taquaritinga
- Trabiju

### Região Imediata de São Carlos
- Descalvado
- Dourado
- Ibaté
- Itirapina
- Pirassununga
- Porto Ferreira
- Ribeirão Bonito
- Santa Rita do Passa Quatro
- São Carlos

## Região Intermediária de Campinas (3510)

### Região Imediata de Campinas
- Americana
- Artur Nogueira
- Campinas
- Cosmópolis
- Elias Fausto
- Holambra
- Hortolândia
- Indaiatuba
- Jaguariúna
- Monte Mor
- Nova Odessa
- Paulínia
- Pedreira
- Santa Bárbara d'Oeste
- Santo Antônio de Posse
- Sumaré
- Valinhos
- Vinhedo

### Região Imediata de Jundiaí
- Cabreúva
- Campo Limpo Paulista
- Itatiba
- Itupeva
- Jarinu
- Jundiaí
- Louveira
- Morungaba
- Várzea Paulista

### Região Imediata de Piracicaba
- Águas de São Pedro
- Capivari
- Charqueada
- Laranjal Paulista
- Mombuca
- Piracicaba
- Rafard
- Rio das Pedras
- Saltinho
- Santa Maria da Serra
- São Pedro

### Região Imediata de Bragança Paulista
- Atibaia
- Bom Jesus dos Perdões
- Bragança Paulista
- Joanópolis
- Nazaré Paulista
- Pedra Bela
- Pinhalzinho
- Piracaia
- Socorro
- Tuiuti
- Vargem

### Região Imediata de Limeira
- Cordeirópolis
- Engenheiro Coelho
- Iracemápolis
- Limeira

### Região Imediata de Mogi Guaçu
- Estiva Gerbi
- Itapira
- Mogi Guaçu
- Mogi Mirim

### Região Imediata de São João da Boa Vista
- Aguaí
- Águas da Prata
- Casa Branca
- Espírito Santo do Pinhal
- Santa Cruz das Palmeiras
- Santo Antônio do Jardim
- São João da Boa Vista
- Tambaú
- Vargem Grande do Sul

### Região Imediata de Araras
- Araras
- Conchal
- Leme
- Santa Cruz da Conceição

}

### Região Imediata de Rio Claro
- Analândia
- Corumbataí
- Ipeúna
- Rio Claro
- Santa Gertrudes

### Região Imediata de São José do Rio Pardo-Mococa
- Caconde
- Divinolândia
- Itobi
- Mococa
- São José do Rio Pardo
- São Sebastião da Grama
- Tapiratiba

### Região Imediata de Amparo
- Águas de Lindóia
- Amparo
- Lindoia
- Monte Alegre do Sul
- Serra Negra

## Região Intermediária de São José dos Campos (3511)

### Região Imediata de São José dos Campos
- Caçapava
- Igaratá
- Jacareí
- Jambeiro
- Monteiro Lobato
- Paraibuna
- Santa Branca
- São José dos Campos

### Região Imediata de Taubaté-Pindamonhangaba
- Campos do Jordão
- Lagoinha
- Natividade da Serra
- Pindamonhangaba
- Redenção da Serra
- Santo Antônio do Pinhal
- São Bento do Sapucaí
- São Luiz do Paraitinga
- Taubaté
- Tremembé

### Região Imediata de Caraguatatuba-Ubatuba-São Sebastião
- Caraguatatuba
- Ilhabela
- São Sebastião
- Ubatuba

### Região Imediata de Guaratinguetá
- Aparecida
- Canas
- Cunha
- Guaratinguetá
- Lorena
- Piquete
- Potim
- Roseira

### Região Imediata de Cruzeiro
- Arapeí
- Areias
- Bananal
- Cachoeira Paulista
- Cruzeiro
- Lavrinhas
- Queluz
- São José do Barreiro
- Silveiras